# کمیل سندی
کمیل سندی (عربی: كامل سندي; ۳ ژانویهٔ ۱۹۳۲ – ۲۶ ژوئن ۲۰۱۷) تاجر اهل عربستان سعودی بود.
او مدیرکل خطوط هواپیمایی سعودی در سال ۱۹۶۷ و دستیار وزیر دفاع و هوانوردی در سال ۱۹۷۹ بود.